# コンスタンティン・リャードフ
コンスタンティン・ニコラエヴィチ・リャードフ（ロシア語: Константи́н Никола́евич Ля́дов, ラテン文字転写: Konstantin Nikolaevich Lyadov, 1820年5月10日（ユリウス暦4月28日） - 1871年12月19日（ユリウス暦12月7日））は、帝政ロシア時代の指揮者、作曲家、ヴァイオリニスト。作曲家・音楽教師として有名なアナトーリ・リャードフの父親。

## 概要
サンクトペテルブルクに生まれる。父ニコライ・リャードフ(生年不詳 - 1839年)は、ペテルブルク・フィルハーモニー協会の指揮者であり、兄アレクサンドル・リャードフ(1814/1818年 - 1871年)もバレエ指揮者、作曲家として帝室劇場で活躍している。ペテルブルク演劇学校で音楽理論をカルロ・ソリヴァに学び、卒業後は帝室劇場で初めはヴァイオリニストとして、1850年からは指揮者として活動した。1860年、落成したマリインスキー劇場の初代首席指揮者(楽長)に就任し、多くのロシア・オペラの初演を果たしている。1868年に病を得て、翌年、首席指揮者の地位をエドゥアルド・ナープラヴニークに譲り渡した。職を辞した後、サンクトペテルブルクで没している。
指揮活動と並行して、1862年からはサンクトペテルブルク音楽院で音楽理論の教授に携わり、また、作曲家としても有能であると評されていた。父親について幼少時から歌劇場を自由に出入りしていた息子のアナトーリは、歌劇場関係者がコンスタンティンの音楽活動25周年を記念して設立した奨学金により、サンクトペテルブルク音楽院への入学を許可されている。

## 主な作品
- バレエ「二人の魔女 Две волшебницы」(1846年)
- ロシア民謡「小川のほとり、橋のそばで」の主題による幻想曲(合唱と管弦楽のための作品)
- その他ヴォードヴィルのための音楽、ピアノ小品など

## 主な初演作品
- ダルゴムイシスキー:オペラ『ルサルカ』(1856年、サーカス劇場にて初演)
- セローフ:オペラ『ユディト』(1863年)
- グラーク＝アルテモフスキー:オペラ『ドナウを越えたザポロージェ人』(1863年)
- セローフ:オペラ『ログネーダ』(1865年)